# Portada/article gener 20

## Bifenil policlorat
Els bifenils policlorats o PCB (en anglès, polychlorinated biphenyls) són una sèrie de compostos aromàtics organoclorats sintètics (és a dir, compostos químics de forma plana que compleixen la regla de Hückel formats per clor, carboni i hidrogen obtinguts artificialment pels humans) que constitueixen una sèrie de 209 congèneres, els quals es formen mitjançant la cloració del bifenil. La seva fórmula empírica és C₁₂H10-nCln, on n (el nombre d'homòlegs) pot variar entre 1 i 10. Ideals per a moltes aplicacions industrials com ara fluids dielèctrics, ben aviat es convertiren en un problema ambiental mundial. Estan molt relacionats amb els pesticides organoclorats.